# Bej
Bej este descris diferit ca: o culoare cafeniu-deschis,  un cafeniu-nisipos palid, un bronz gri, un brun gălbui-gri deschis sau un galben-gri pal. Își ia numele din limba franceză, unde cuvântul a însemnat inițial lână naturală care nu era nici decolorată nici vopsită, de unde și culoarea lânii naturale. De obicei este folosit pentru a descrie o varietate de nuanțe ușoare alese pentru aspectul lor cald sau neutru sau palid.